# Dystrykt Naushahro Feroze
Dystrykt Naushahro Feroze (sindhi: نوشهرو فیروز) – dystrykt w południowym Pakistanie w prowincji Sindh. W 1998 roku liczył 1 087 571 mieszkańców (z czego 52,28% stanowili mężczyźni) i obejmował 187 988 gospodarstw domowych. Siedzibą administracyjną dystryktu jest Naushahro Feroze.